# Steven López
Steven López (ur. 9 listopada 1978 w Nikaragui) – amerykański zawodnik taekwondo, dwukrotny mistrz olimpijski, pięciokrotny mistrz świata.
Trzy razy startował w igrzyskach olimpijskich, przywożąc z każdych imprez medale. W 2000 roku w Sydney i cztery lata później, w Atenach zdobył mistrzostwo olimpijskie, natomiast w 2008 roku w Pekinie zdobył brązowy medal w kategorii wagowej do 80 kg. Jest pięciokrotnym mistrzem świata (2001, 2003, 2005, 2007, 2009).
Zdobywał medale igrzysk panamerykańskich w latach 1999–2003 oraz 2015.